# 国の債権の管理等に関する法律
国の債権の管理等に関する法律 （くにのさいけんのかんりとうにかんするほうりつ、昭和31年5月22日法律第114号）は、国の債権の管理の適正を期するため、その管理に関する事務の処理について必要な機関および手続を整えるとともに、国の債権の内容の変更、免除等に関する一般的基準を設け、あわせて国の債権の発生の原因となる契約に関し、その内容とすべき基本的事項を定めることに関する日本の法律である。

## 構成
- 第1章　総則
- 第2章　債権の管理の機関
- 第3章　債権の管理の準則
- 第4章　債権の内容の変更、免除等
- 第5章　債権に関する契約等の内容
- 第6章　雑則
- 附則

## 関連書籍
- 大鹿行宏『債権管理法講義』大蔵財務協会、2011年。ISBN 9784754717957。